# Euploea maura
Euploea maura är en fjärilsart som beskrevs av Carl Heinrich Hopffer 1874. Euploea maura ingår i släktet Euploea och familjen praktfjärilar. Inga underarter finns listade i Catalogue of Life.